# Jana Sorgers
Jana Sorgers, född den 4 augusti 1967 i Neubrandenburg i Tyskland, är en tysk roddare.
Hon tog OS-guld i scullerfyra i samband med de olympiska roddtävlingarna 1996 i Atlanta.